# Torsten Wessberg
Torsten Uno Wessberg, född 1 september 1891 i Torslanda, Göteborgs och Bohus län, död där 8 februari 1975, var en svensk målare och grafiker.
Wessberg var son till handlaren Olof Ludwig Wessberg och Antonia Maria Kristensson och från 1936 gift med skådespelaren Elsa Ljungert. Wessberg studerade vid Wilhelmsons målarskola i Stockholm 1914–1917 samt genom självstudier under resor till Frankrike, Italien, Tyskland och en längre resa till Asien. Han debuterade med en separatutställning på Nya konstgalleriet i Stockholm 1918 som följdes av separatutställningar i Borås, Vänersborg samt på Galleri Ny konst och på Wilkenssons i Göteborg. År 1919 ställde han ut tillsammans med Helge Zandén hos Sveriges allmänna konstförening i Stockholm och på Göteborgs konstförenings utställningslokal i Valandhuset i Göteborg. År 1928 hade han en kortare separatutställning på  H.T. Centralen, Göteborgs Handels- och Sjöfartstidnings utställningslokal i Brunnsparken, och tillsammans med Bengt Blomqvist och Axel Eriksson i Mölndal[när?] samt med Åke Romdahl på Mässhuset i Göteborg i mars 1961. 
Wessberg tillhörde konstnärsgruppen Klicken i Borås och deltog i de flesta av gruppens utställningar 1917–1926 samt i flera samlingsutställningar på Göteborgs konstförening, Liljevalchs konsthall och Borås konsthall. Hans konst består av landskapsskildringar och barnporträtt. Wessberg är representerad vid Nationalmuseums depositionssamling och Göteborgs museum.